# Trollhättans kyrka
Trollhättans kyrka är en kyrkobyggnad i Trollhättans kommun. Den tillhör Trollhättans församling i Skara stift.

## Kyrkobyggnaden
Till en början hade den växande industriorten en temporär gudstjänstlokal i en skolbyggnad. 
Åren 1860-1862 lät Nya Trollhätte Kanalbolag uppföra Trollhättans kyrka, vilken efter invigningen 14 september 1862 överlämnades till församlingen som gåva. 
Kyrkan är uppförd i nygotisk stil efter ritningar av arkitekten Adolf Wilhelm Edelswärd. Den består av ett långhus med nord-sydlig orientering. I söder finns tornet med huvudingång och i norr finns ett polygonalt kor. Den är placerad på en klippa i Göta älv mitt i kanalsystemet. Den utgör Skara stifts första rent nygotiska kyrka. Edelswärd hade tidigare ritat Hagakyrkan i Göteborg i denna nya stil med oputsade tegelmurar och rikligt med fialer och strävpelare.  
På Kanalbolagets bekostnad tillbyggdes 1896-1897 en sakristia i nordväst med uppgång till predikstolen och samma år tillkom glasmålningar ritade av Folke Zettervall. Fönstermålningarna i koret, som sattes in 1962, är utförda av konstnären Ralph Bergholtz. Kyrkan restaurerades 1983–1984 med Jerk Alton som arkitekt. Till det yttre är byggnaden välbevarad. Interiören har trots förändringar ändå bibehållit många av nygotikens kännemärken såsom de synliga takstolarna.

## Inventarier
- Altartavlan från 1935 är utförd av konstnären Albert Eldh.
- Det tidigare Korfönstret, Herdarnas tillbedjan, sitter sedan 1962 i västra långväggen.
- Dopfunten i cement är från 1901.
- År 1863 tillkom första kyrkklockan och tre mässingskronor. År 1922 tillkom ytterligare en kyrkklocka

### Orglar
- År 1886 installerades den första orgeln, placerad på läktaren i söder. Per Larsson Åkerman stod för tillverkningen av verket och den stumma fasaden. Ett nytt verk från Hammarbergs Orgelbyggeri AB sattes in 1954, där många stämmor har bevarats från 1886. Orgeln har 35 stämmor fördelade på tre manualer och pedal.[1]
- På golvet i öster står en kororgel, tillverkad 1886 av Smedmans Orgelbyggeri. Den har ljudande fasad och tretton stämmor fördelade på två manualer och pedal.[2]

## Bilder

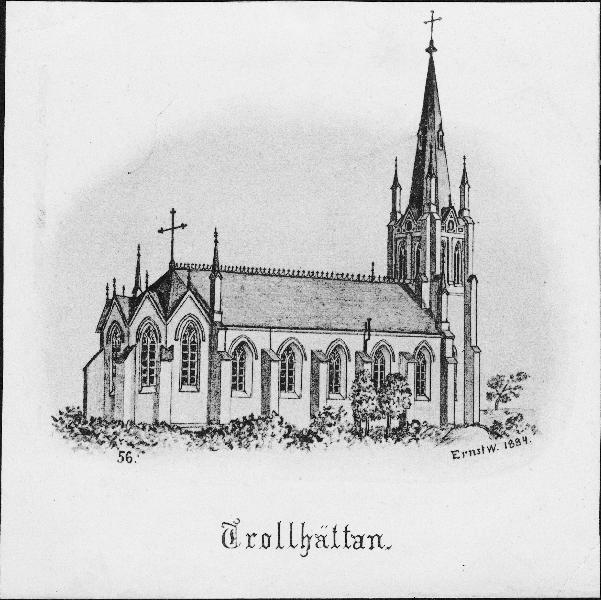
Kyrkan på teckning från 1884.
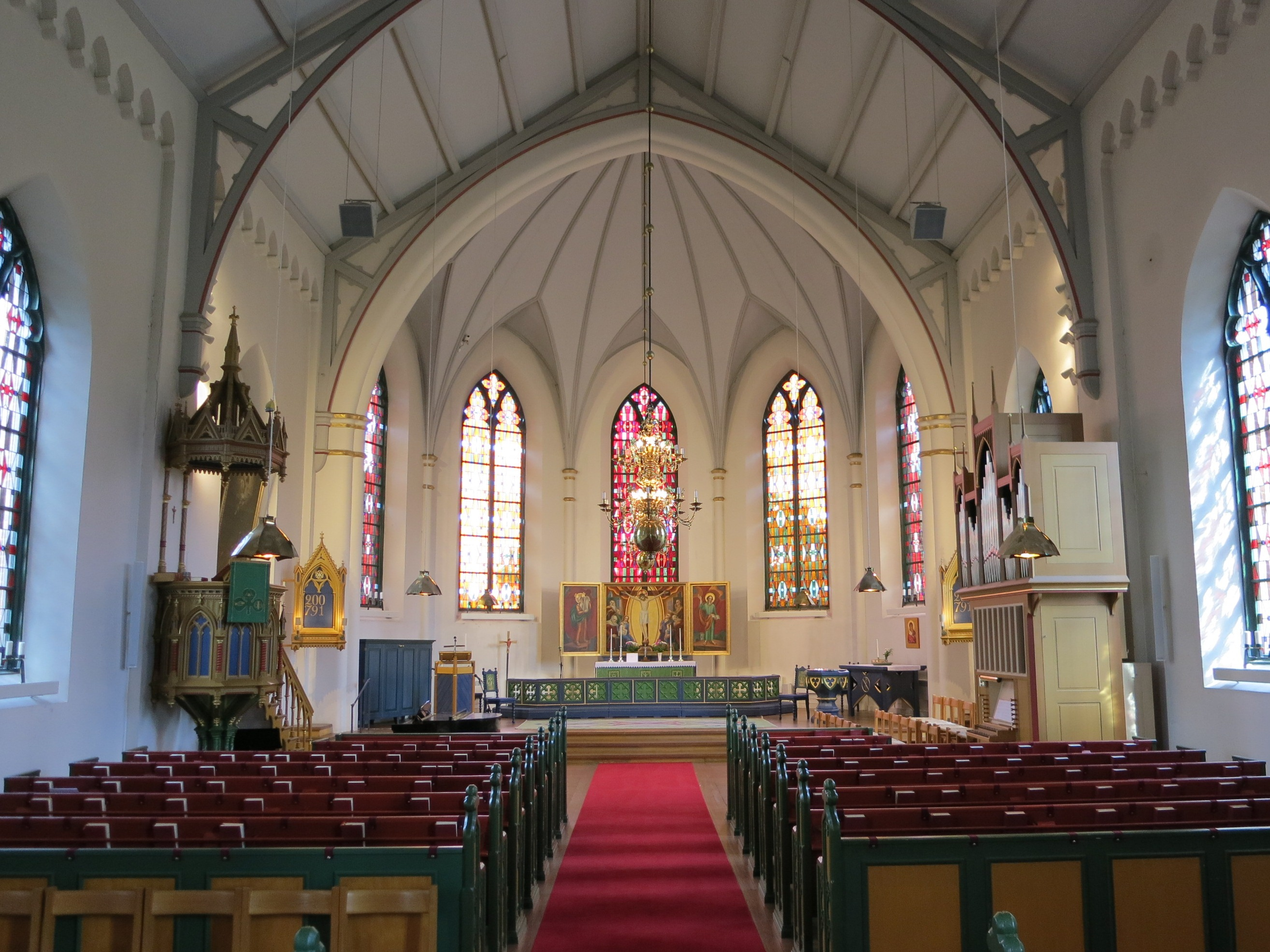
Interiör mot koret.
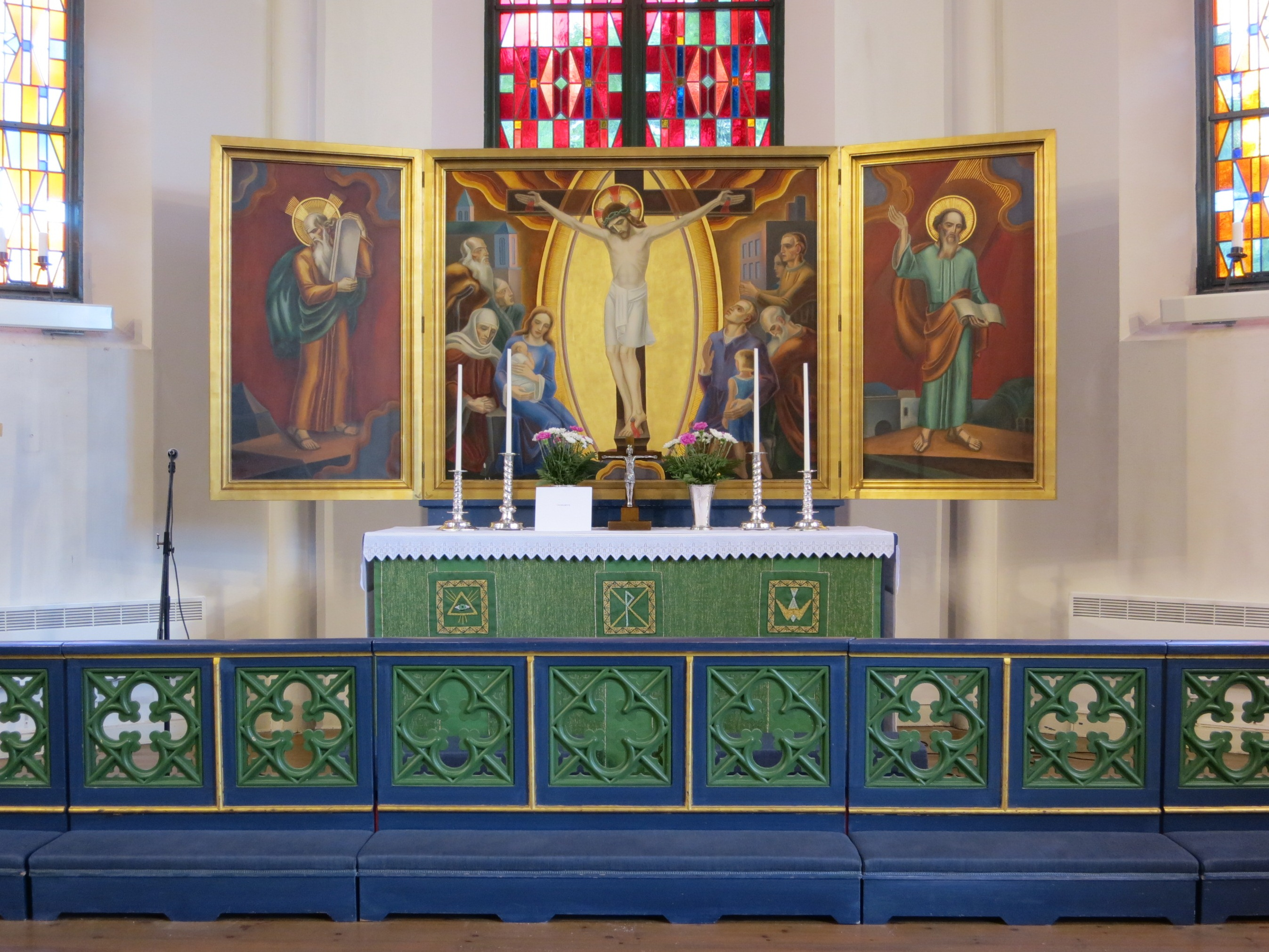
Altaret med triptyk.
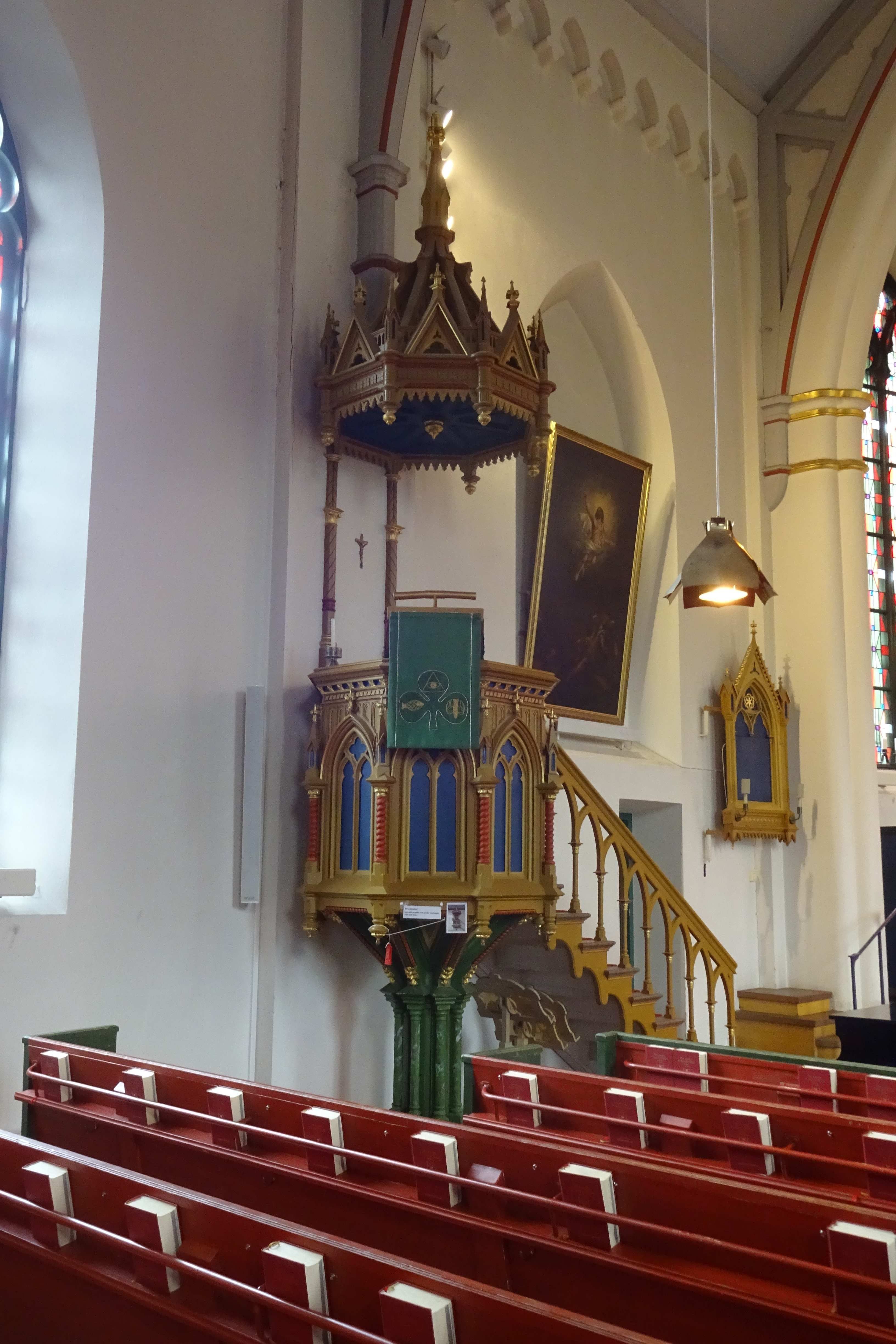
Predikstolen
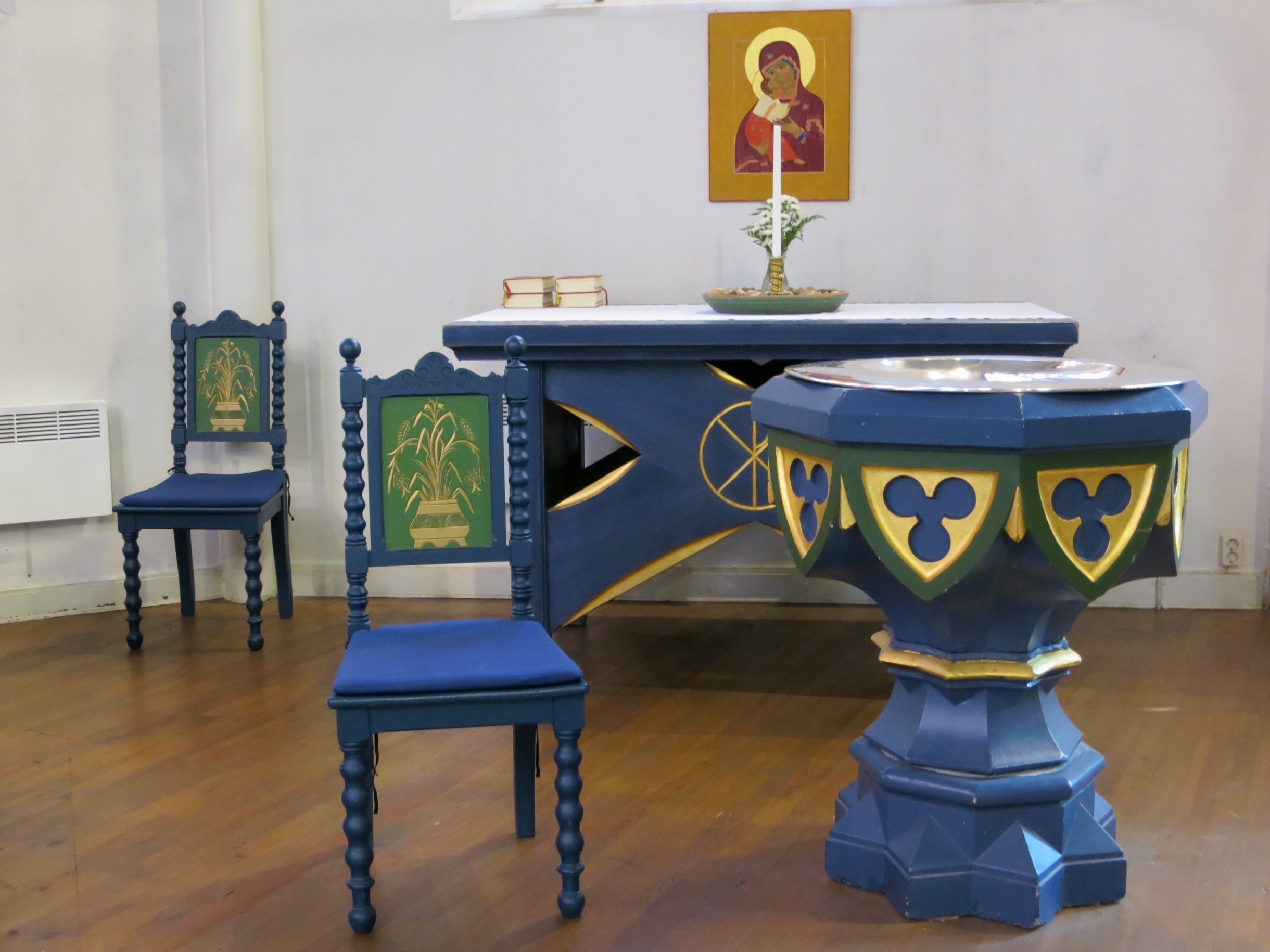
Dopfunten
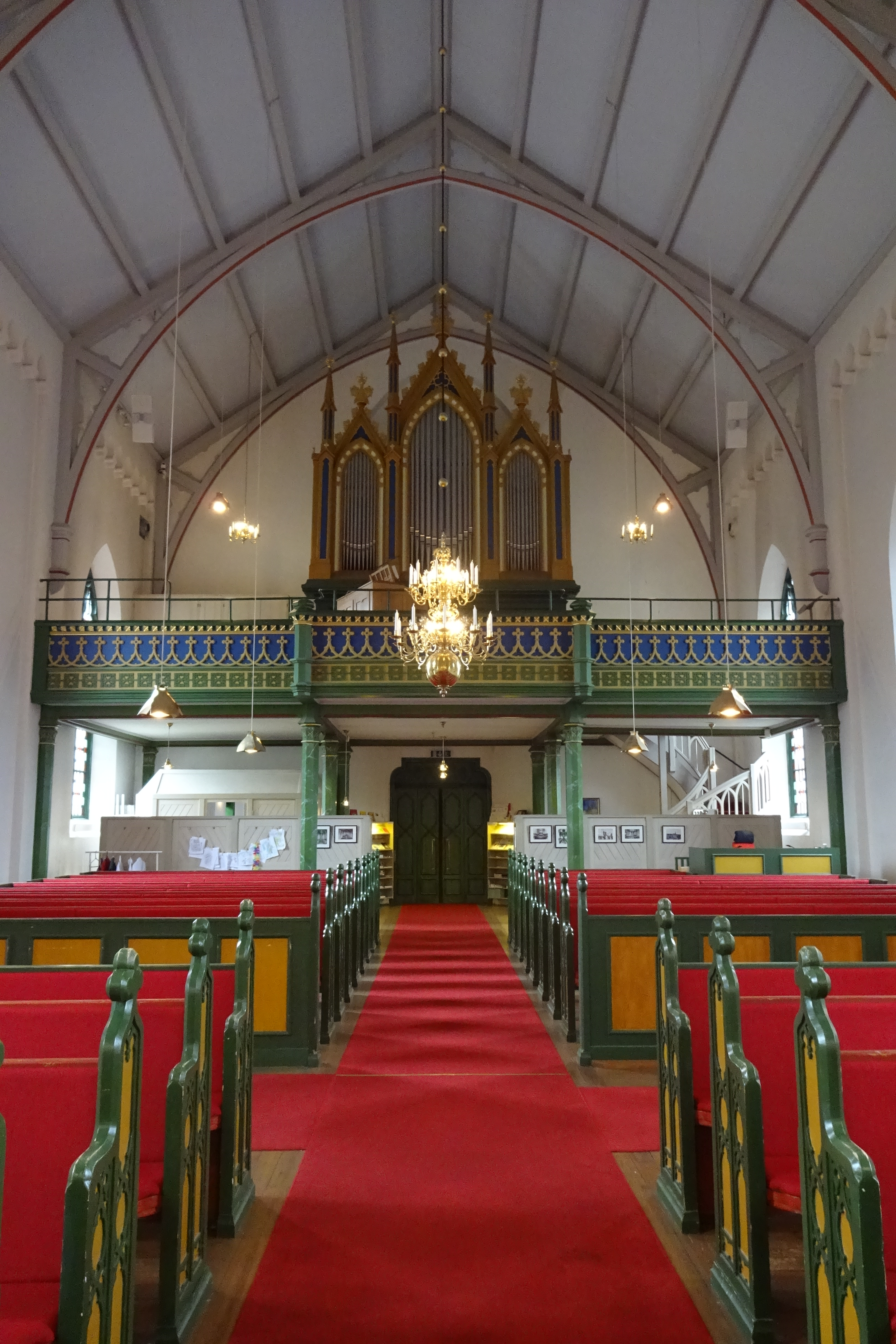
Orgelläktaren
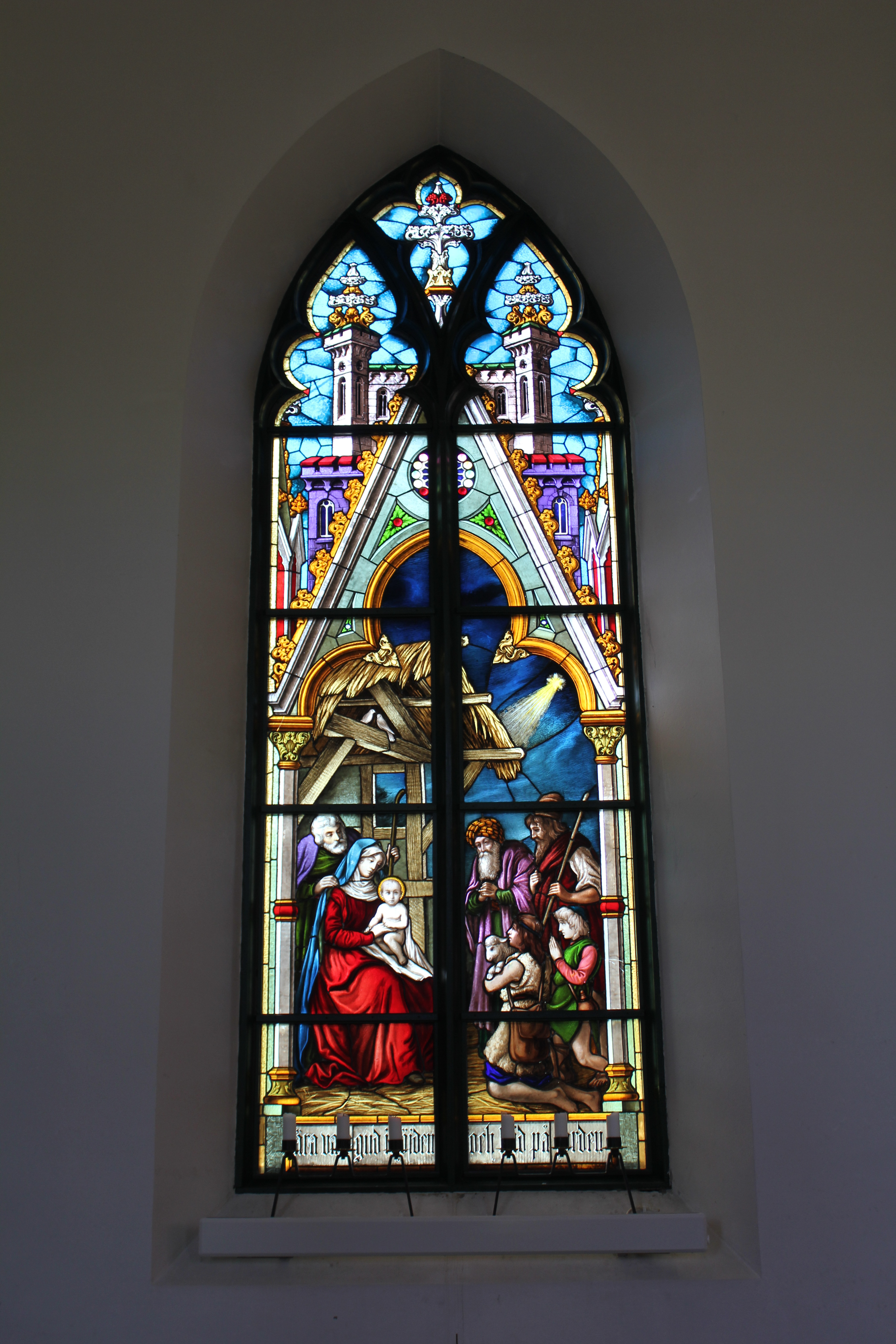
Glasmålning.